# Bisdom Kolwezi

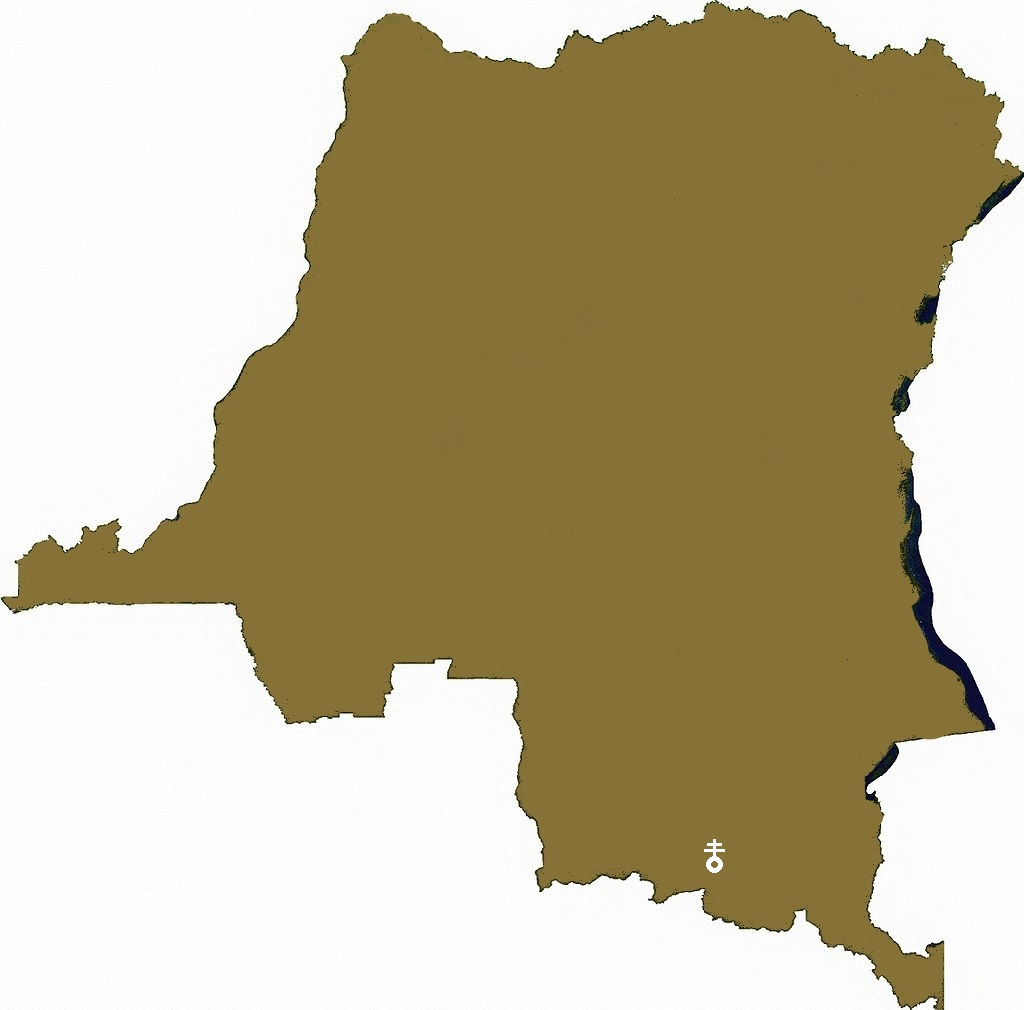
Kolwezi

Het bisdom Kolwezi (Latijn: Dioecesis Koluezensis) is een rooms-katholiek bisdom in Congo-Kinshasa met als zetel Kolwezi (provincie Lualaba). Het is een suffragaan bisdom van het aartsbisdom Lubumbashi en werd opgericht in 1971. 
In 1971 werd het bisdom opgericht vanuit het Bisdom Kamina. Missionering in de streek begon in 1909 met een missiepost van de Missionarissen van Scheut in Kazenze. Deze missiepost werd in 1920 overgenomen door de Franciscanen die in 1922 een tweede missiepost stichtten in Sandoa. Het bisdom grenst aan Zambia en Angola en omvat een deel van het district Kolwezi (de stad Kolwezi en de gemeenten Dilala, Manika, en Mutshatsha), en het district Lualaba (Dilolo, Sandoa en Kapanga). De eerste bisschop was de Belgische missionaris Victor Petrus Keuppens, O.F.M., die eerder bisschop van Kamina was.
In 2016 telde het bisdom 35 parochies. Het bisdom heeft een oppervlakte van 105.184 km2 en telde in 2016 2.245.000 inwoners waarvan 54% rooms-katholiek was. 

## Bisschoppen
- Victor Petrus Keuppens, O.F.M. (1971-1974)
- Floribert Songasonga Mwitwa (1974-1998)
- Nestor Ngoy Katahwa (2000-2022)
- Richard Kazadi Kamba (2022-)[1]